# Nyercsinszkij Zavod-i járás
A Nyercsinszkij Zavod-i járás (oroszul Нерчинско-Заводский район) járás Oroszország Bajkálontúli határterületén. Székhelye Nyercsinszkij Zavod.
A járást 1926-ban hozták létre. 

## Népessége
- 2002-ben 12 499 lakosa volt.
- 2010-ben 10 782 lakosa volt.